# Burg Bernhofen
Die Burg Bernhofen ist eine abgegangene Burg 350 südöstlich des heutigen Hofs Bernhofen auf dem Stadtgebiet von Ravensburg im Landkreis Ravensburg in Baden-Württemberg. Von der mittelalterlichen Burg, die auf einem nach Südwesten berichteten Sporn errichtet wurde, ist heute nur noch der Halsgraben erhalten. Das ca. 20 × 30 m große Plateau, welches von dem ca. 20 m breiten und 10 m tiefen Halsgraben umgeben ist, ist heute frei zugängig.